# Neoliochthonius occultus
Neoliochthonius occultus är en kvalsterart som först beskrevs av Wojciech Niedbała 1971.  Neoliochthonius occultus ingår i släktet Neoliochthonius och familjen Brachychthoniidae. Inga underarter finns listade i Catalogue of Life.